# Auricularia mesenterica
Auricularia mesenterica у народу позната као мрежаста ушка, је желатиозна гљива из фамилије Auriculariaceae, рода Auricularia. Распрострањена је у Европи и у неким деловима Аустралије и у Америци. У листопадним шумама на отпалим гранама или пањевима плоди у букетима готово током целе године. Веома ретко се среће као паразиз на живом дрвету. Није честа врста. 

## Опис Плодног тела
Плодно тело је мекано, ресупинатног типа, целом дужиниом са једне стране прирасло за супстрат - мртво дрво. Величине је 3-8цм, привидно веће услед срастања висе плоднох тела. Горња површиина (стерилна) је брашунаста, прекривена длакама, светлосива са концентрично распоређеним тамније сивим и смеђим зонама. Ивица је заталасана. Доња (фертилна површина) је глатка, неправилна и наборана, браонкасте боје често испрскана беличасто од спора. Старењем попримава тамнију боју. Месо је тврдо и жилаво, по влажном времену желатинозно. Месо је без посебног укуса и мириса. 

## Микроскопија
Споре су издужене, помало закривљене, глатке и хијалне. Величине 11-17x4-5µm. Отисак спора је беличаст. 

## Јестивост
Није јестива врста гљиве ѕбог јако жилавог меса. 

## Сличне врсте
Може подсећати на јестиву гљиву јудино ухо (лат. Auricularia-auricula judae), али она готово увек расте на зови (лат. Sambucus nigra).

## Галерија
- Auricularia mesenterica
- Auricularia mesenterica
- Auricularia mesenterica
- Auricularia mesenterica
- Auricularia mesenterica - доња (фертилна) површина
- Auricularia mesenterica
- Auricularia mesenterica
- Auricularia mesenterica - горња (стерилна) површина